# Музыка серии Final Fantasy
Final Fantasy — это серия компьютерных игр, созданная геймдизайнером Хиронобу Сакагути, а также медиа-франчайзинг, основанный на этой серии и принадлежащий компании Square Enix (в прошлом Square Co.). Основной составляющей франчайзинга являются фэнтезийные и научно-фантастические японские ролевые игры, но кроме этого под маркой Final Fantasy выходят фильмы, аниме, журналы и другие сопутствующие товары. Музыка серии Final Fantasy представляет собой саундтреки из этих игр, а также различные сборники и альбомы, записанные с изменёнными аранжировками. Мелодии охватывают весьма широкий спектр жанров, лейтмотивы могут быть посвящены как отдельным персонажам, так и конкретным событиям сюжета.
Кроме основной линейки игр, серия включает определённое количество спин-оффов, например, такие побочные ответвления как Final Fantasy Tactics и Final Fantasy Crystal Chronicles. Главным композитором на протяжении многих лет оставался Нобуо Уэмацу, он единолично занимался созданием саундтреков для первых девяти частей, спродюсировал выпуск многих альбомов. Начиная с десятой части, над музыкальным сопровождением Final Fantasy работали другие композиторы, среди них Масаси Хамаудзу, Наоси Мидзута, Хитоси Сакимото и Куми Таниока.
Обычно релиз каждой игры серии сопровождается изданием оригинального саундтрека к ней, впоследствии ограниченным тиражом часто выпускают дополнительные альбомы, в оркестровой, акустической или каких-либо других обработках. Издательство альбомов помимо самой Square Enix осуществляют некоторые дочерние и партнёрские компании вроде DOREMI Music Publishing и Yamaha Music Media. Несколько раз устраивались живые выступления в различных городах мира, наиболее удачные из них были скомпилированы в концертные сборники: Orchestral Game Music Concerts, Symphonic Game Music Concerts, Play! A Video Game Symphony, Video Games Live и т. д.